# Kawęczyn (powiat jędrzejowski)
Kawęczyn – wieś w Polsce położona w województwie świętokrzyskim, w powiecie jędrzejowskim, w gminie Imielno.
W latach 1975–1998 miejscowość należała administracyjnie do województwa kieleckiego.